# 諾丁漢中央圖書館
諾丁漢中央圖書館（英語：Nottingham Central Library）是英國諾丁漢的主要公共圖書館。諾丁漢的第一座公共圖書館於1868年4月13日開放。
1977年，圖書館遷至現址。